# Скарперија
Скарперија (итал. Scarperia) је насеље у Италији у округу Фиренца, региону Тоскана.
Према процени из 2011. у насељу је живело 5163 становника. Насеље се налази на надморској висини од 287 м.

## Становништво
Према резултатима пописа становништва 2011. у општини је живело 7.728 становника.
| 1936. | 1951. | 1961. | 1971. | 1981. | 1991. | 2001. | 2011. |
| ----- | ----- | ----- | ----- | ----- | ----- | ----- | ----- |
| 7.101 | 6.920 | 5.282 | 4.615 | 5.337 | 5.852 | 6.778 | 7.728 |

## Партнерски градови
- Laguiole